# ياليفاره
ياليفاره ((بالسويدية: Gällivare)‏, (بالفنلندية: Jällivaara)‏)بلدة سويدية تقع شمال البلاد داخل الدائرة القطبية الشمالية وهي مقر بلدية ياليفاره التابعة لمحافظة نوربوتن. يبلغ تعداد سكانها 8,449 نسمة عام 2010. وجدت المدينة بالقرن السابع عشر وتشكل مع بلدات ملاصقة لها مالمبيرجت وكسكلسكله قرابة 15000 نسمة. يرجع أصل التسمية من لغة قبائل السامي و معناه شق في الجبل وسبب التسمية يعود لأن البلدة تقع بين جبلين فيترأه للقادم من بعيد من جهة الشمال أن هناك شق كبير داخل جبل
تقع ياليفاره شمال الدائرة القطبية الشمالية بـ 100 كم يوجد بها محطة قطار ومحطة حافلات توصل البلدة بالقرى والبلدات المحيطة وحافات للنقل الداخلي. كما أن لديها مطارها الخاص الذي يبعد 5 كم خارج البلدة تنطلق منه رحلة يومية للعاصمة ستوكهولم. يوجد في الجانب الجنوبي 4 كم منتجع دندريت للتزلج يقع على جبل دندريت المجاور للبلده يحتوي على 6 مصاعد تزلج و 10 منحدرات تعمل من شهرأكتوبر إلى شهر أيار. ياليفاره هي مكان ولادة طائفة ليستادن المسيحية المتشددة.

## المناخ
يظهر الجدول التالي التغييرات المناخية على مدار السنة لياليفاره:
| البيانات المناخية لـياليفاره           | البيانات المناخية لـياليفاره | البيانات المناخية لـياليفاره | البيانات المناخية لـياليفاره | البيانات المناخية لـياليفاره | البيانات المناخية لـياليفاره | البيانات المناخية لـياليفاره | البيانات المناخية لـياليفاره | البيانات المناخية لـياليفاره | البيانات المناخية لـياليفاره | البيانات المناخية لـياليفاره | البيانات المناخية لـياليفاره | البيانات المناخية لـياليفاره | البيانات المناخية لـياليفاره |
| الشهر                                  | يناير                        | فبراير                       | مارس                         | أبريل                        | مايو                         | يونيو                        | يوليو                        | أغسطس                        | سبتمبر                       | أكتوبر                       | نوفمبر                       | ديسمبر                       | المعدل السنوي                |
| -------------------------------------- | ---------------------------- | ---------------------------- | ---------------------------- | ---------------------------- | ---------------------------- | ---------------------------- | ---------------------------- | ---------------------------- | ---------------------------- | ---------------------------- | ---------------------------- | ---------------------------- | ---------------------------- |
| الدرجة القصوى °م (°ف)                  | 7.6 (45.7)                   | 7.5 (45.5)                   | 12.5 (54.5)                  | 19.0 (66.2)                  | 28.2 (82.8)                  | 30.6 (87.1)                  | 34.5 (94.1)                  | 31.4 (88.5)                  | 24.1 (75.4)                  | 16.7 (62.1)                  | 9.6 (49.3)                   | 8.0 (46.4)                   | 34.5 (94.1)                  |
| الحد الأقصى المتوسط °م (°ف)            | 1.8 (35.2)                   | 3.3 (37.9)                   | 5.9 (42.6)                   | 11.9 (53.4)                  | 21.2 (70.2)                  | 24.5 (76.1)                  | 25.7 (78.3)                  | 24.5 (76.1)                  | 19.2 (66.6)                  | 11.2 (52.2)                  | 4.6 (40.3)                   | 3.4 (38.1)                   | 27.1 (80.8)                  |
| متوسط درجة الحرارة الكبرى °م (°ف)      | −8.2 (17.2)                  | −6.6 (20.1)                  | −1.3 (29.7)                  | 4.5 (40.1)                   | 11.1 (52.0)                  | 16.2 (61.2)                  | 20.1 (68.2)                  | 17.3 (63.1)                  | 11.6 (52.9)                  | 3.4 (38.1)                   | −2.7 (27.1)                  | −5.5 (22.1)                  | 5.0 (41.0)                   |
| المتوسط اليومي °م (°ف)                 | −13.1 (8.4)                  | −11.9 (10.6)                 | −6.9 (19.6)                  | −0.5 (31.1)                  | 5.9 (42.6)                   | 11.0 (51.8)                  | 14.7 (58.5)                  | 12.2 (54.0)                  | 7.2 (45.0)                   | 0.1 (32.2)                   | −6.9 (19.6)                  | −10.2 (13.6)                 | 0.1 (32.3)                   |
| متوسط درجة الحرارة الصغرى °م (°ف)      | −18.0 (−0.4)                 | −17.1 (1.2)                  | −12.5 (9.5)                  | −5.4 (22.3)                  | 0.7 (33.3)                   | 5.7 (42.3)                   | 9.2 (48.6)                   | 7.0 (44.6)                   | 2.7 (36.9)                   | −3.3 (26.1)                  | −11.0 (12.2)                 | −14.9 (5.2)                  | −4.7 (23.5)                  |
| الحد الأدنى المتوسط °م (°ف)            | −31.8 (−25.2)                | −31.4 (−24.5)                | −26.5 (−15.7)                | −17.8 (0.0)                  | −6.5 (20.3)                  | −1.2 (29.8)                  | 2.7 (36.9)                   | −0.3 (31.5)                  | −4.2 (24.4)                  | −14.6 (5.7)                  | −24.1 (−11.4)                | −28.5 (−19.3)                | −34.9 (−30.8)                |
| أدنى درجة حرارة °م (°ف)                | −43.3 (−45.9)                | −40.0 (−40.0)                | −36.5 (−33.7)                | −33.5 (−28.3)                | −20.0 (−4.0)                 | −6.0 (21.2)                  | 0.0 (32.0)                   | −4.0 (24.8)                  | −10.3 (13.5)                 | −24.0 (−11.2)                | −33.5 (−28.3)                | −39.1 (−38.4)                | −43.3 (−45.9)                |
| الهطول مم (إنش)                        | 40.8 (1.61)                  | 32.6 (1.28)                  | 21.9 (0.86)                  | 26.9 (1.06)                  | 50.3 (1.98)                  | 65.7 (2.59)                  | 97.8 (3.85)                  | 76.0 (2.99)                  | 69.2 (2.72)                  | 42.8 (1.69)                  | 49.9 (1.96)                  | 48.4 (1.91)                  | 622.3 (24.5)                 |
| المصدر #1: SMHI Open Data              |                              |                              |                              |                              |                              |                              |                              |                              |                              |                              |                              |                              |                              |
| المصدر #2: SMHI climate data 2002–2018 |                              |                              |                              |                              |                              |                              |                              |                              |                              |                              |                              |                              |                              |

## توأمة
لياليفاره اتفاقيات توأمة مع:
- كيروفسك

## أعلام
- جيني هانسون
- يوهانا ماتسون
- حناء يوهانسون
- ماريان غرينوود
- صوفيا ماتسون